# Zernike (cráter)

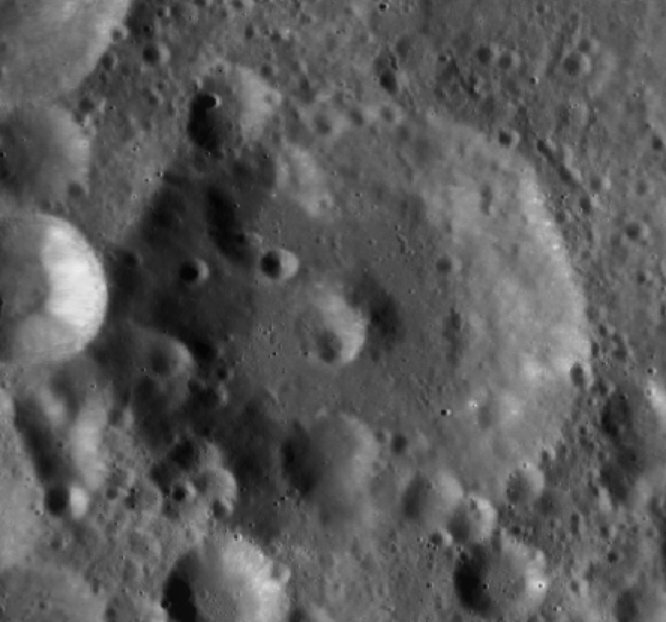
Fotografía de la misión LRO

Zernike es un cráter de impacto perteneciente a la cara oculta de la Luna. Se encuentra al noroeste del cráter más grande Anderson. Al igual que muchos cráteres de la cara oculta, esta formación ha sido golpeada por numerosos impactos, y como resultado ha sido desgastada y erosionada, especialmente en la mitad sur. Varios pequeños cráteres cubren su borde, y otra serie de impactos marca el suelo interior.
El cráter se encuentra dentro de la Cuenca Freundlich-Sharonov. Lleva el nombre de Frits Zernike, un físico holandés ganador del Premio Nobel de  física 1953.

## Cráteres satélite
Por convención estos elementos son identificados en los mapas lunares poniendo la letra en el lado del punto medio del cráter que está más cercano a Zernike.
|         | \| Zernike \| Coordenadas \| Diámetro \| \| ------- \| ------------------------------ \| -------- \| \| T \| 18°30′N 166°54′E / 18.5, 166.9 \| 17 km \| \| W \| 19°36′N 166°48′E / 19.6, 166.8 \| 27 km \| \| Z \| 20°54′N 168°00′E / 20.9, 168.0 \| 30 km \| |          |
| Zernike | Coordenadas | Diámetro |
| T       | 18°30′N 166°54′E / 18.5, 166.9 | 17 km    |
| W       | 19°36′N 166°48′E / 19.6, 166.8 | 27 km    |
| Z       | 20°54′N 168°00′E / 20.9, 168.0 | 30 km    |